# Tot Voordeel en Genoegen
De windmolen Tot Voordeel en Genoegen is een 1798 gebouwde gesloten standerdmolen en staat aan de Molendijk 15 in Alphen aan de Maas. Het is een voor een standerdmolen grote korenmolen met drie maalkoppels, één voormolen en twee achtermolens. Daarom heeft de molen voor de aandrijving van de maalkoppels een koningsspil met rondsel die het spoorwiel aandrijft, dat op zijn beurt weer de twee achtermolens aandrijft. De meeste standerdmolens hebben maar twee maalkoppels, die rechtstreeks door het bovenwiel worden aangedreven. Aan de achterzijde van het bovenwiel zit een tandkrans voor de aandrijving van de koningsspil. Het bovenwiel zelf heeft geen achtervelg.

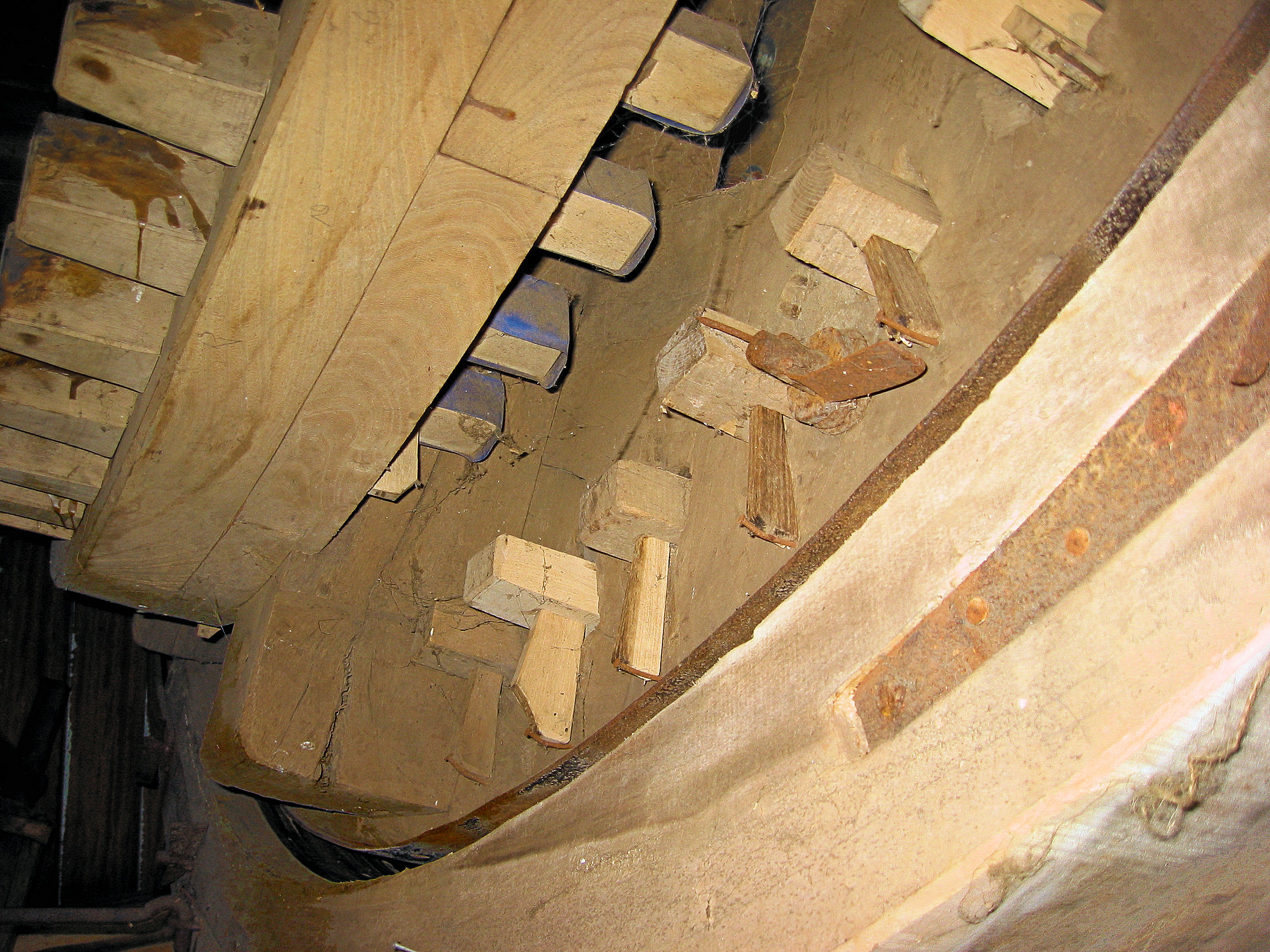
Achterkant bovenwiel met links de tandkrans

De voormolen en de linker achtermolen hebben kunststenen met een doorsnee van 150 cm (17der stenen). De andere achtermolen heeft molenstenen van natuursteen en zijn 120 cm (14der stenen) groot. De rechterachtermolen en de voormolen hebben een viertaksrijn.
In 1963 is de molen 25 m verplaatst en geheel gerestaureerd. Zo heeft de molen nu geen 70 cm dikke iepenhouten standerd meer maar een van bilinga en ook de zijkanten van de kast bestaan nu uit dit hout. Onder de windpeluw zit geen blokkeel, waardoor deze in het midden niet ondersteund wordt. Waarschijnlijk hierdoor zakt de kap van de molen naar voren, hetgeen nu tegen gegaan wordt door schoren tegen de kapspanten. De standerd heeft een brasem en slekken. De stormpen van de standerd heeft een ijzeren muts met in de steenbalk, die over de stormpen draait, een ijzeren bekleding, waardoor de molen lichter op de wind zou zijn te draaien. Doordat de molen niet geheel in het lood staat hangt de kast iets naar achteren, waardoor de molen vrij zwaar kruit.
Het gevlucht is 24 m. De potroeden zijn in 1985 vervangen door gelaste roeden van de firma Derckx.
De eikenhouten bovenas heeft een gietijzeren insteekkop van de fabrikant Gebr. Mercx uit Tilburg en aan de achterzijde een ijzeren muts om de pen. Oorspronkelijk zaten op de pen schenen.

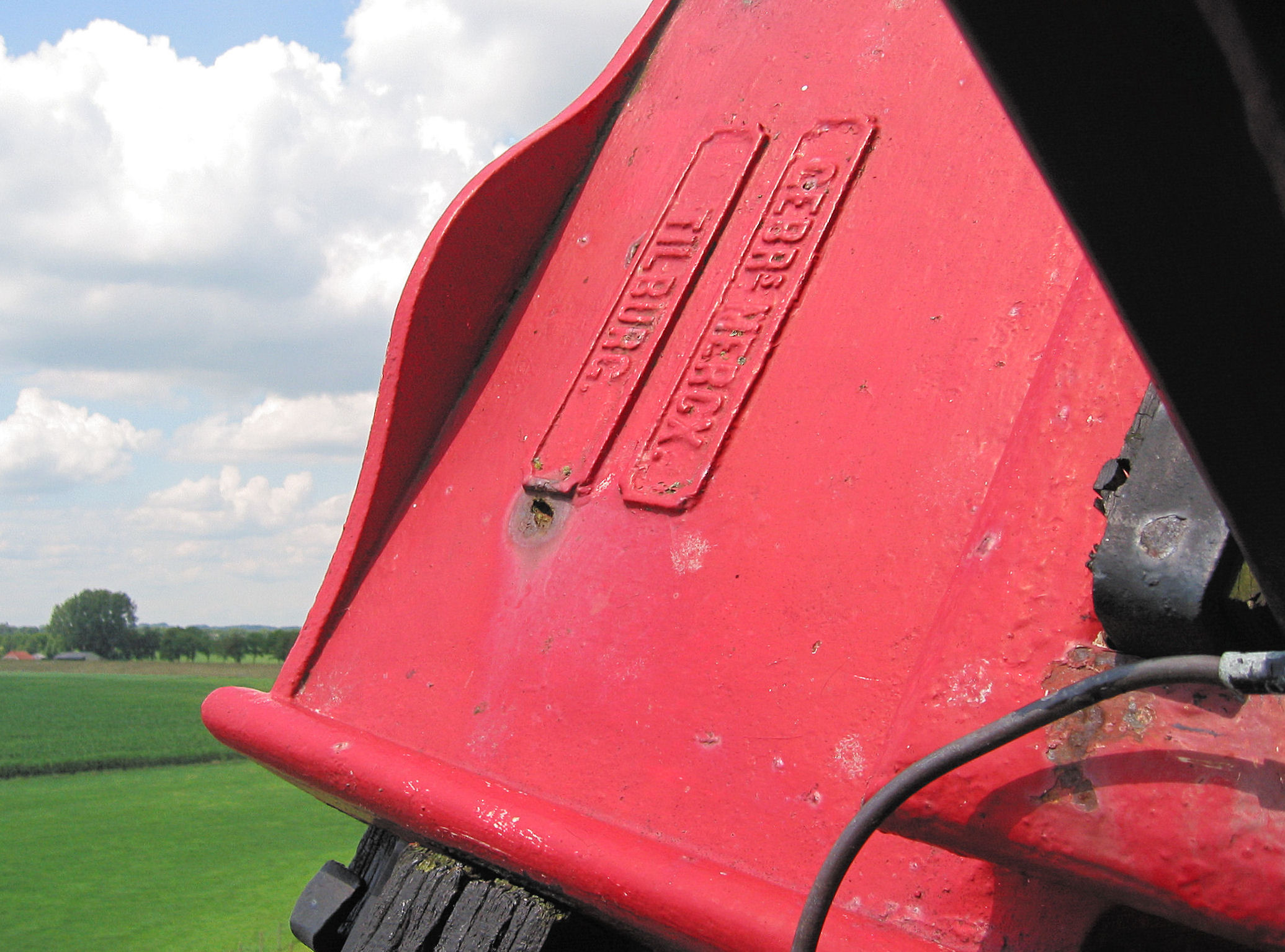
Askop

De molen heeft een Vlaamse vang bestaande uit vier vangstukken en wordt gevangen (geremd) met behulp van een trommelvang. Voor het stormvast zetten kunnen twee wielstutten in de voorzijde van het bovenwiel geplaatst worden. Een pal tegen het achteruit draaien ontbreekt.
Voor het opluien (ophijsen) heeft de molen een varkenswiel.
De trap heeft trapschoren en een kruibank met haspel, waarmee de molen op de wind gezet wordt.

## Overbrengingen
- De overbrengingsverhouding van de voormolen is 1 : 4,86. Van de ene achtermolen is dat 1 : 6,18 en van de andere 1 : 6,45.
- Het bovenwiel heeft aan de voor- en achterkant elk 68 kammen. De steek van de kammen aan de voorkant is 7 cm en bij die van de achterkant 11 cm.
- Het bovenrondsel van de koningsspil heeft 22 staven.
- Het spoorwiel 48 kammen.
- Het steenrondsel van de voormolen heeft 14 staven.
- Het steenrondsel van de ene achtermolen heeft 24 staven en dat van de andere molen 23.

## Eigenaren
- 1798 - 1825: P. Dam
- 1825 - 1850: A. Peters
- 1850 - 1860: J. van Brink
- 1860 - 1978: Fam. van Dreumel
- 1978 - heden: Gemeente West Maas en Waal (Met huidig beheer door molenaar Y.H. Li)

## Schaalmodel
In de koren- en pelmolen De Liefde te Uithuizen bevindt zich een model van deze molen.
Dit model is op schaal 1 : 12,5 gemaakt door modelbouwer Remko Venhuizen. De lengte van het gevlucht bedraagt 184 cm en de totale hoogte van het model bedraagt 188 cm.

## Fotogalerij

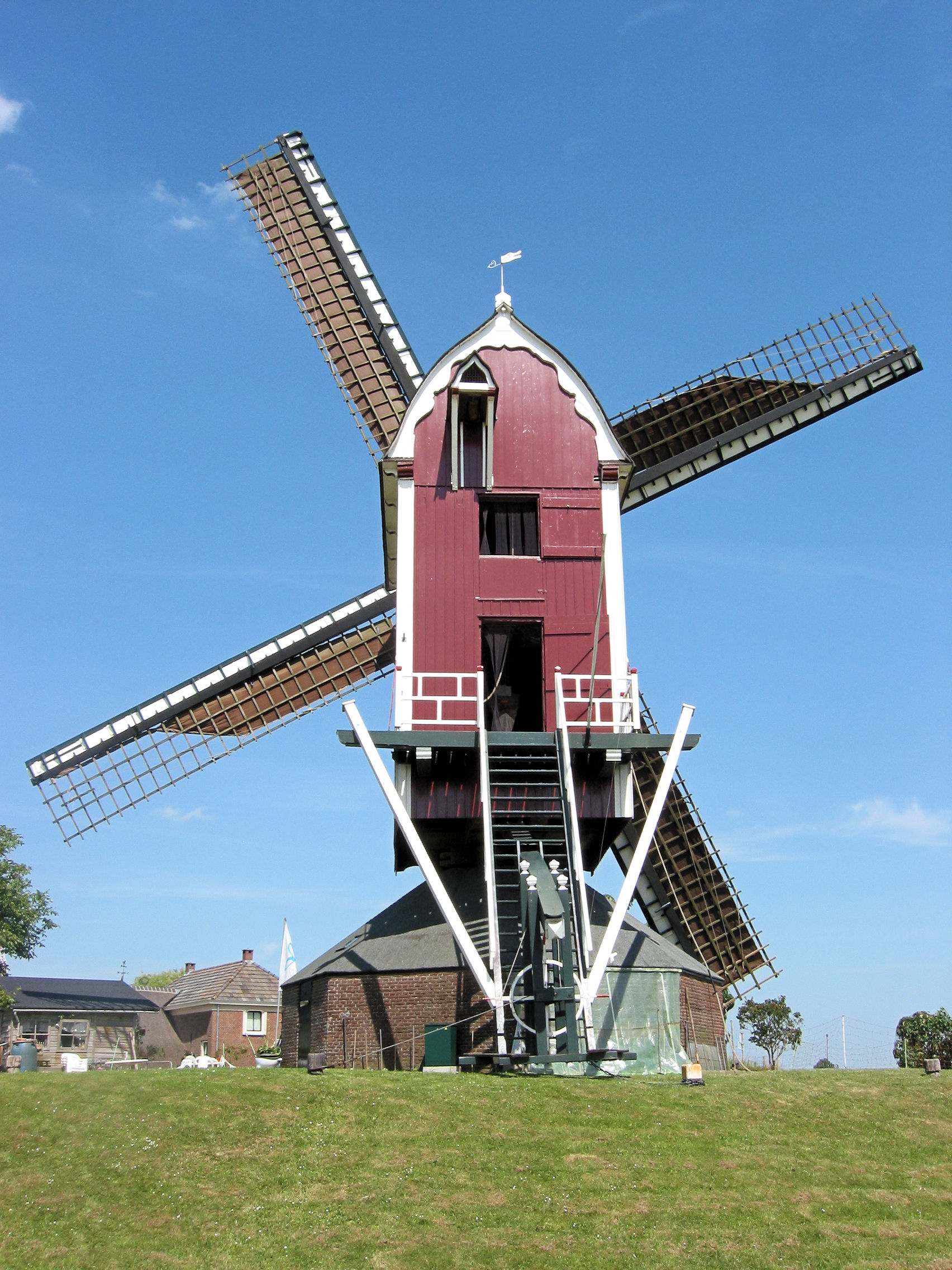
Trapbint
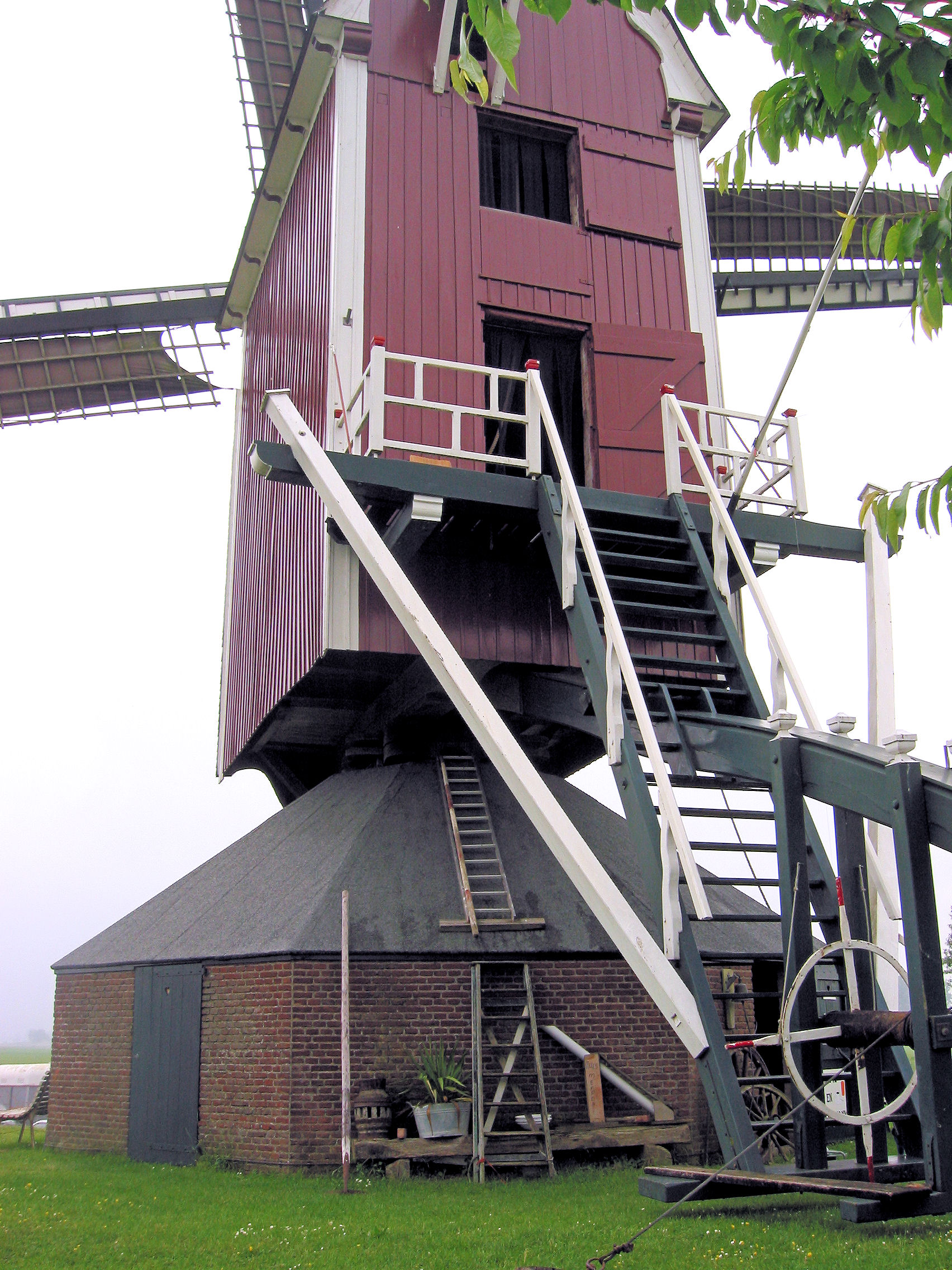
Trapbint
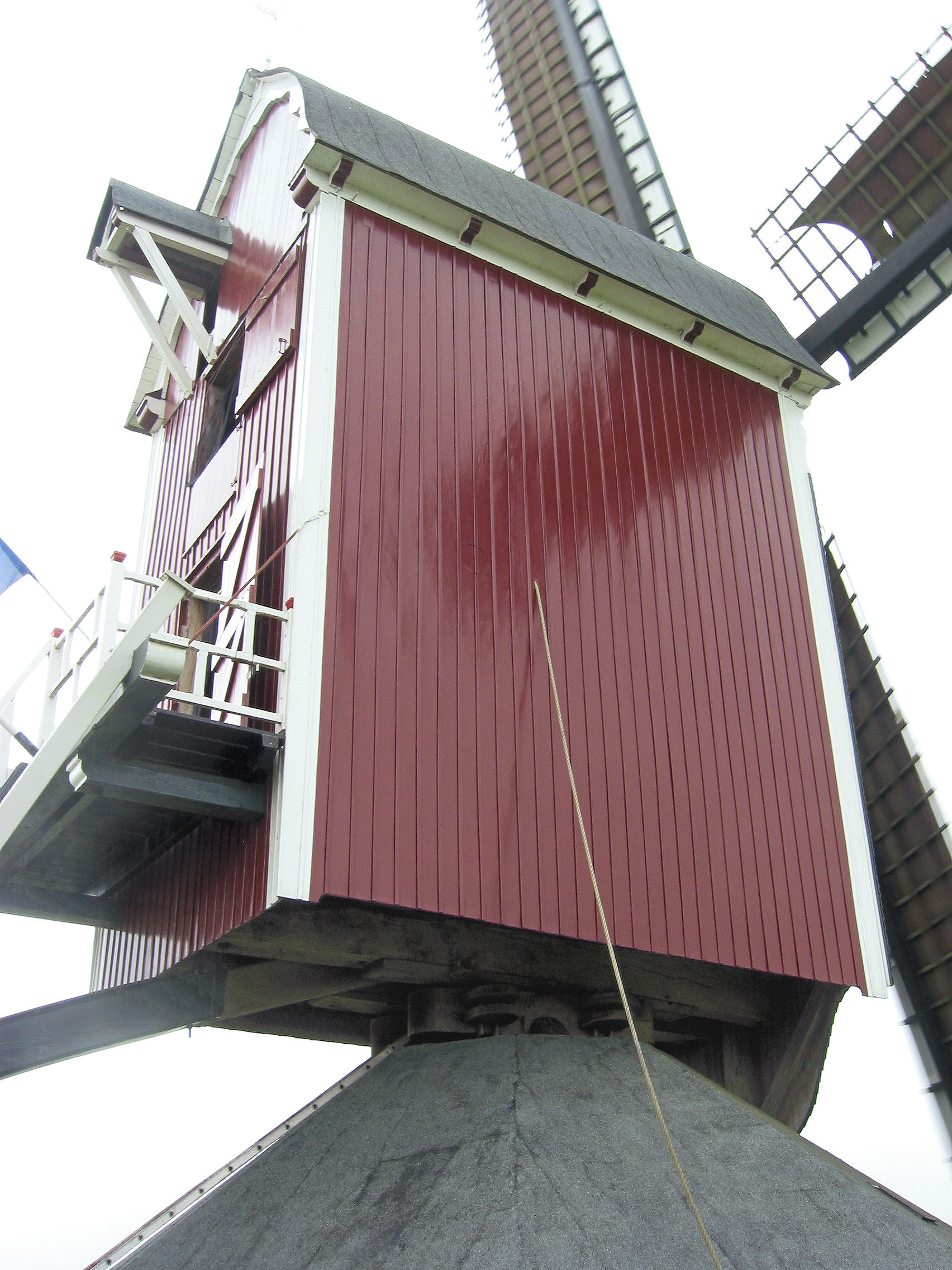
Kast
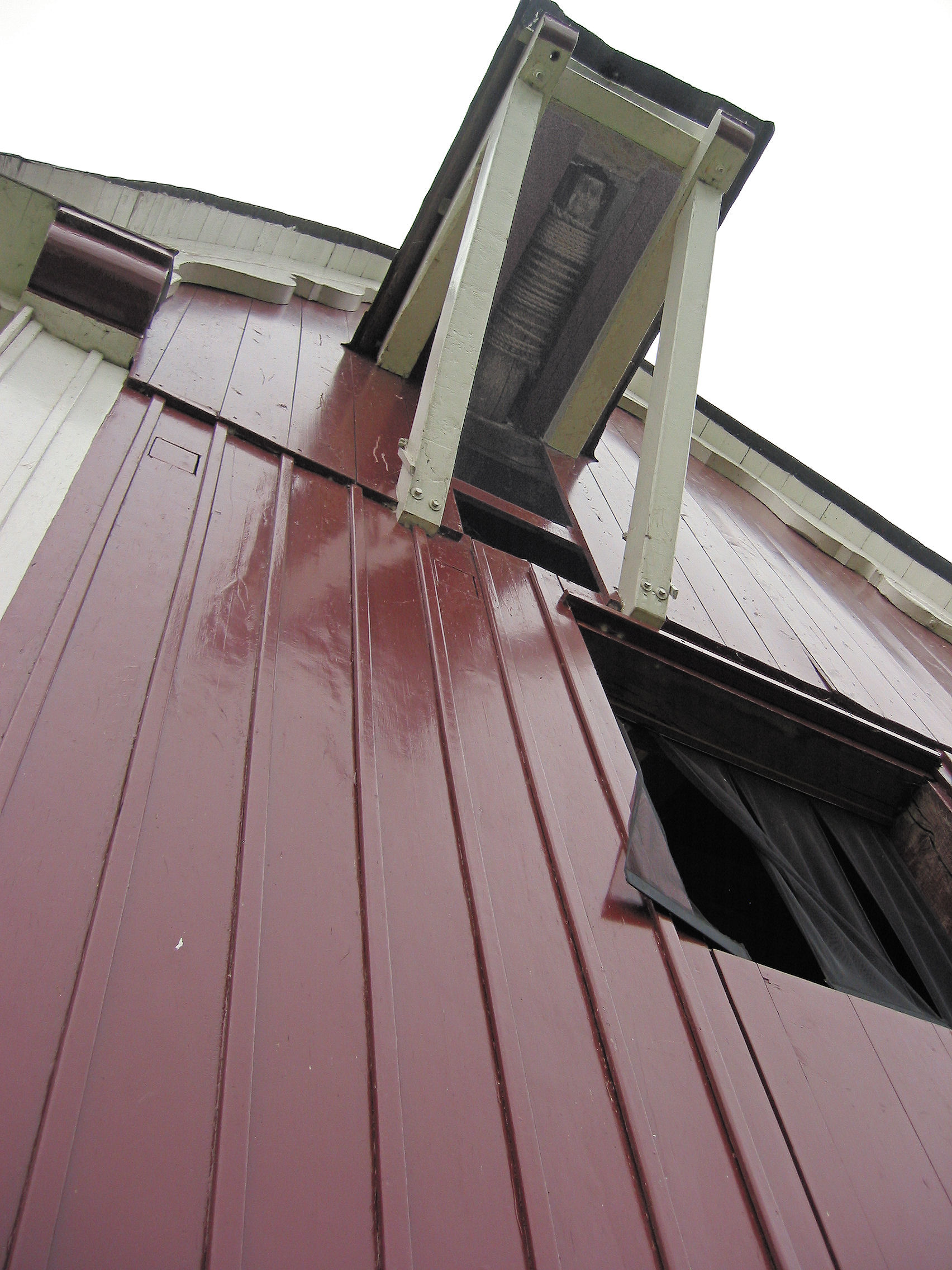
Luikapje
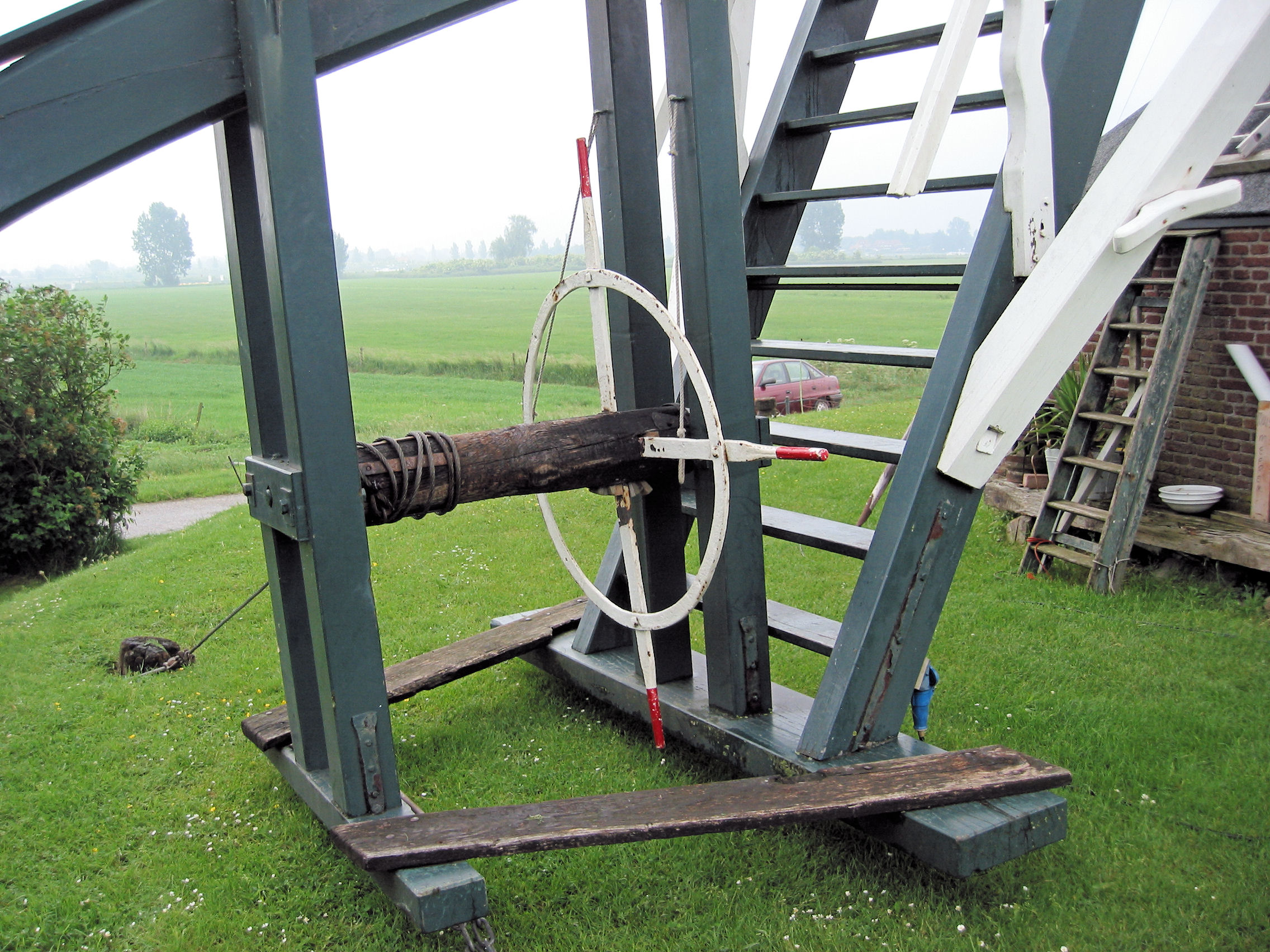
Kruibank
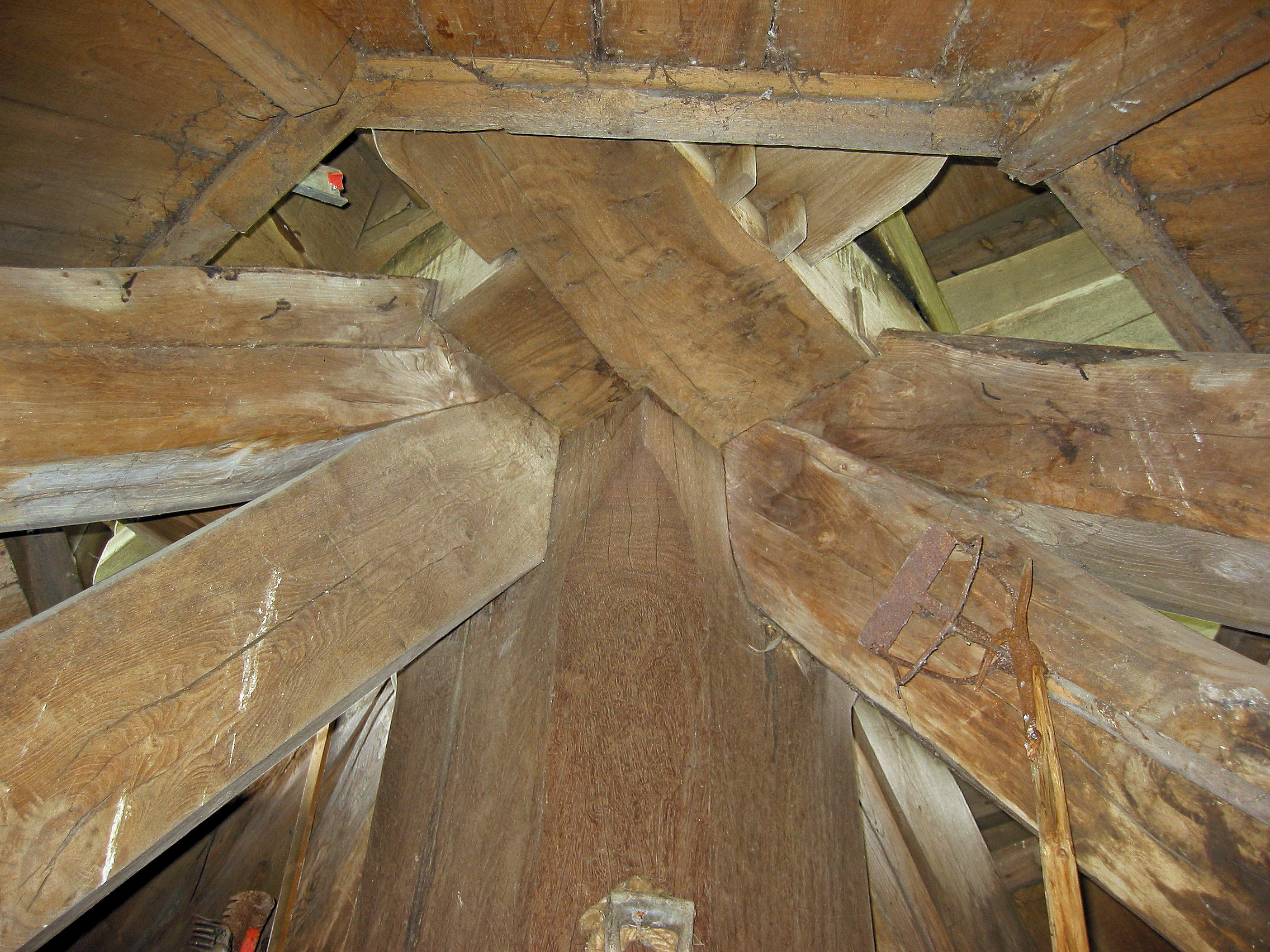
Standerd met steekbanden
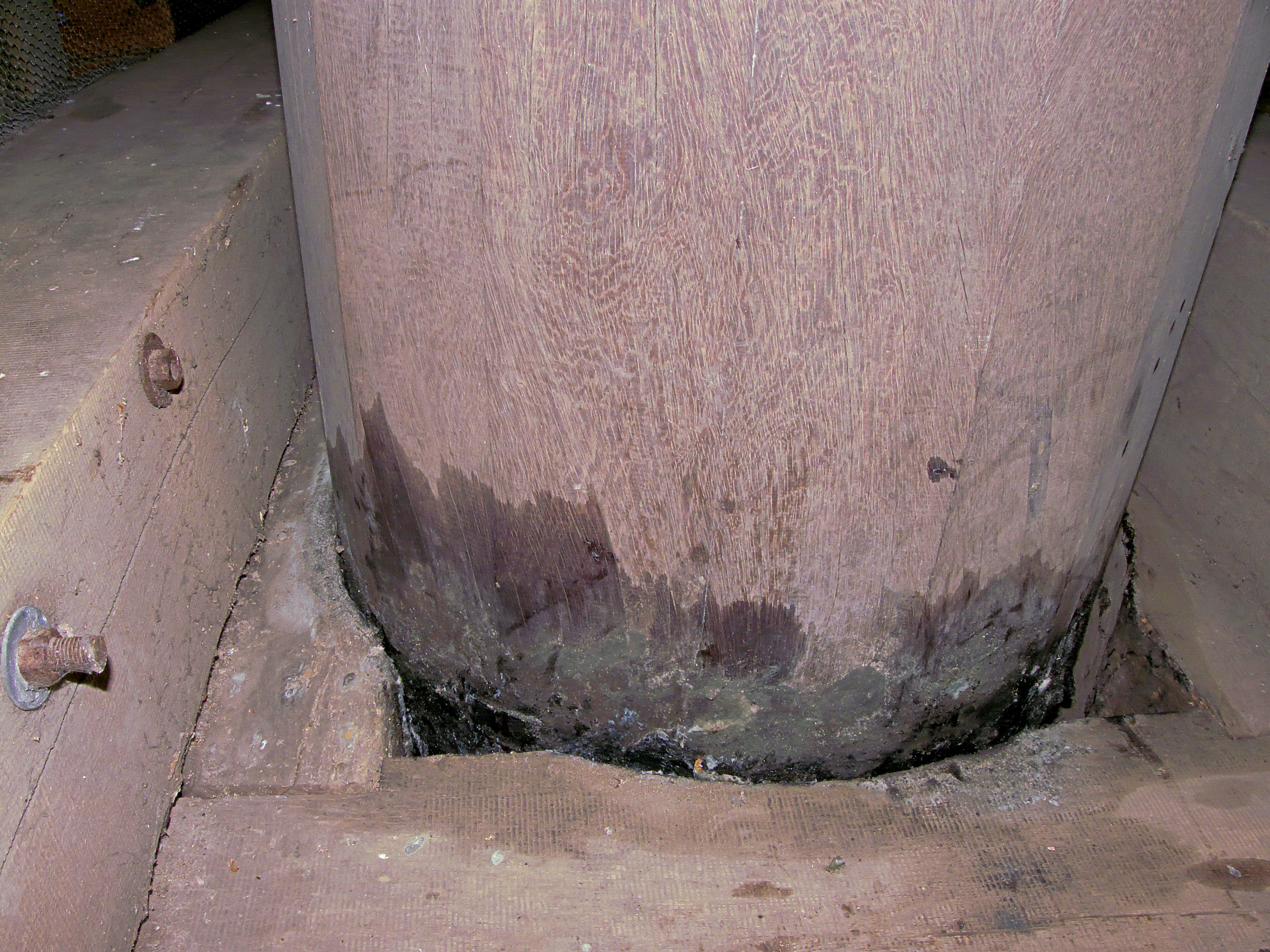
Wrijvingsvlak burrie met links korte burriebalk aan de stormbintzijde
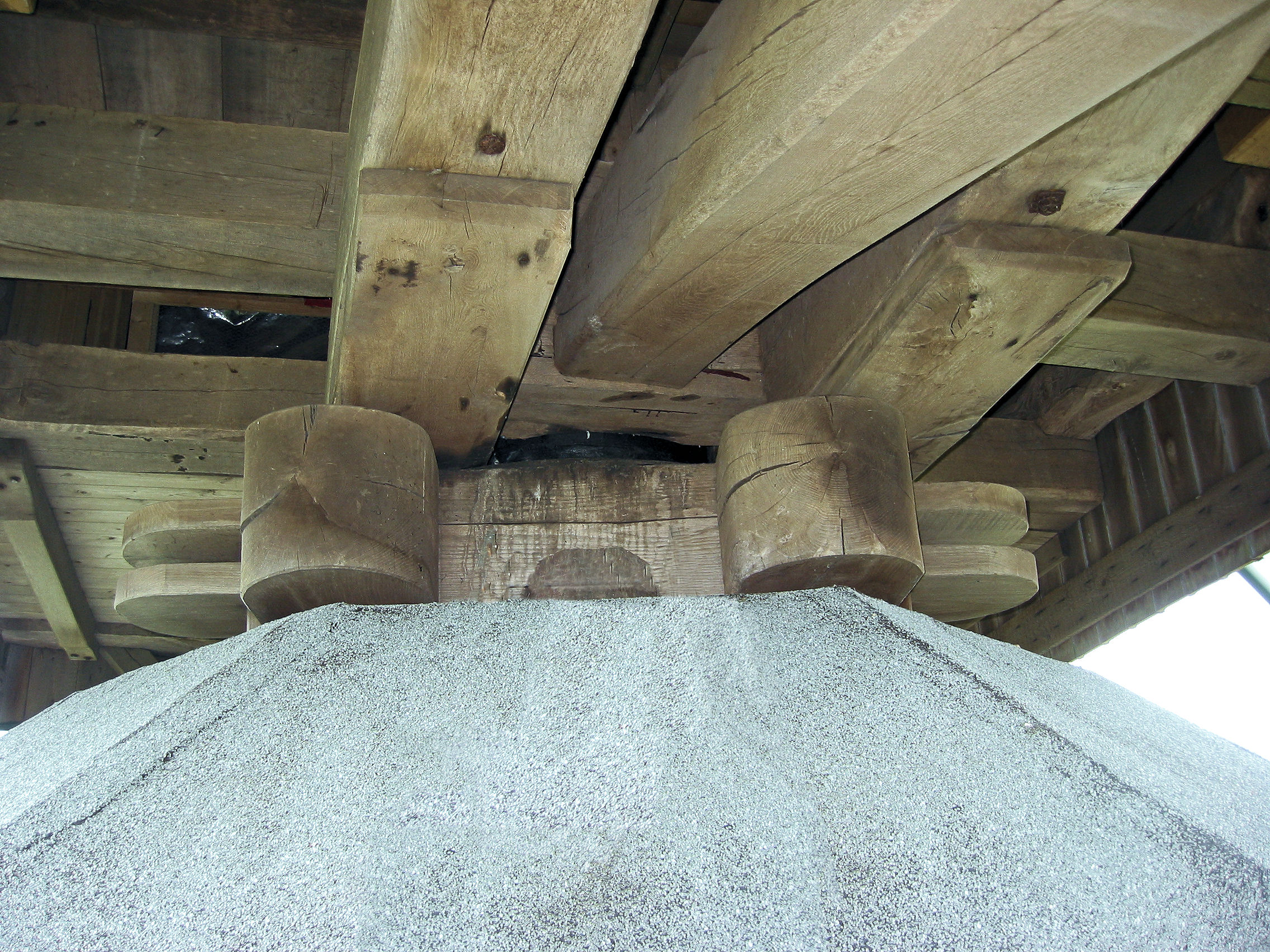
Zetel met slekken en bevestiging staart
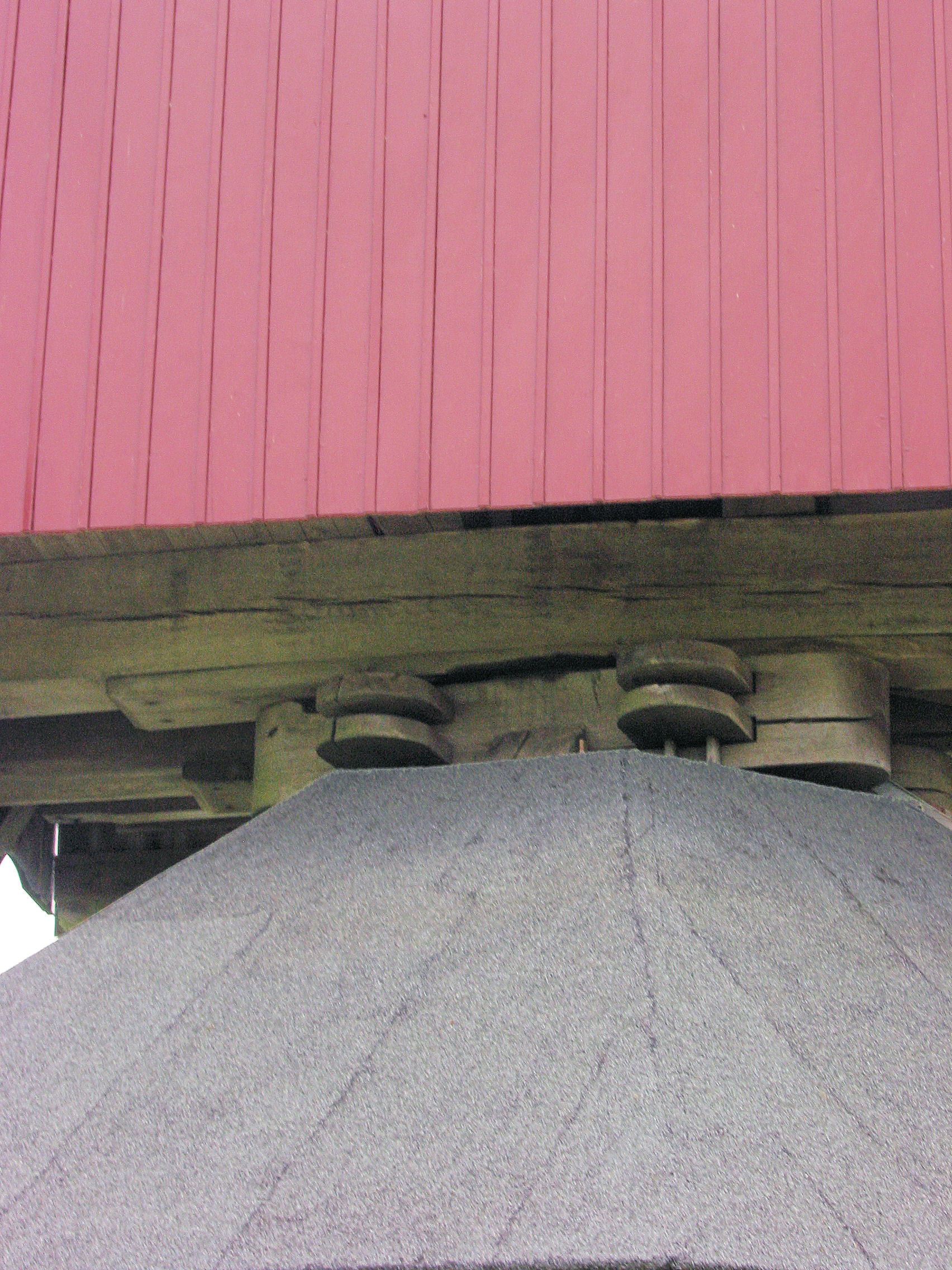
Zetel met slekken
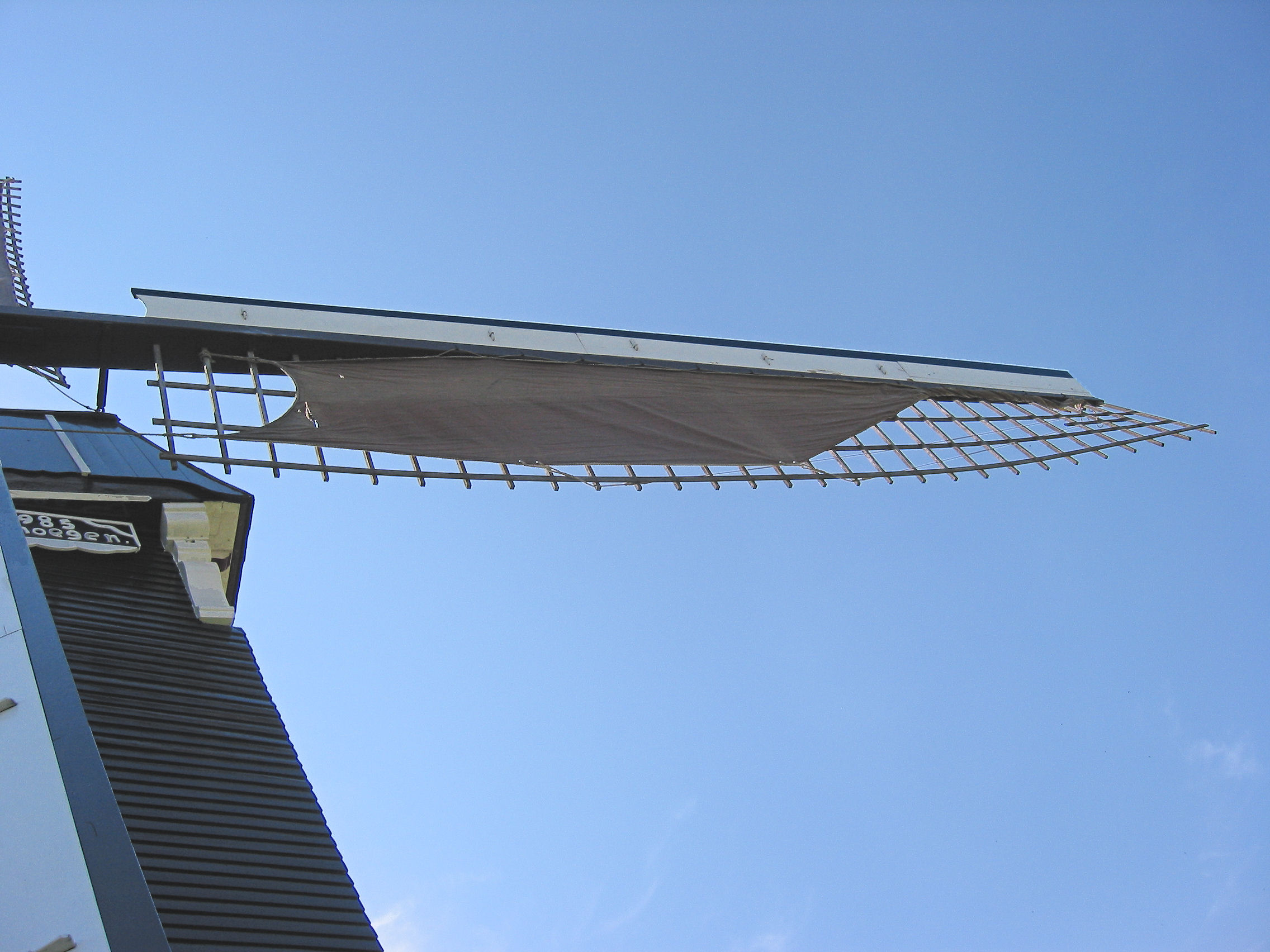
Zeeg
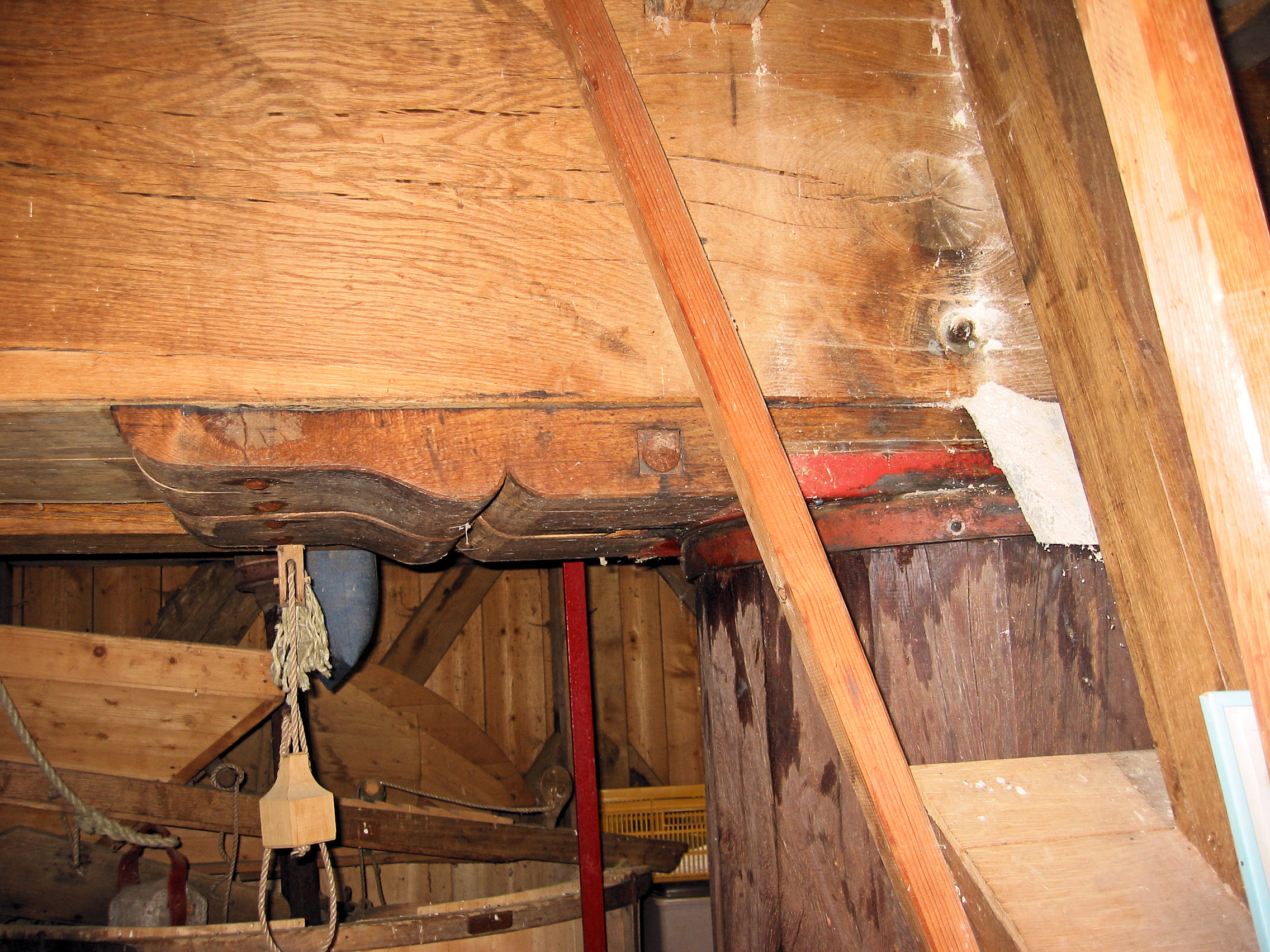
Steenbalk met brasem en smeernippel voor stormpen
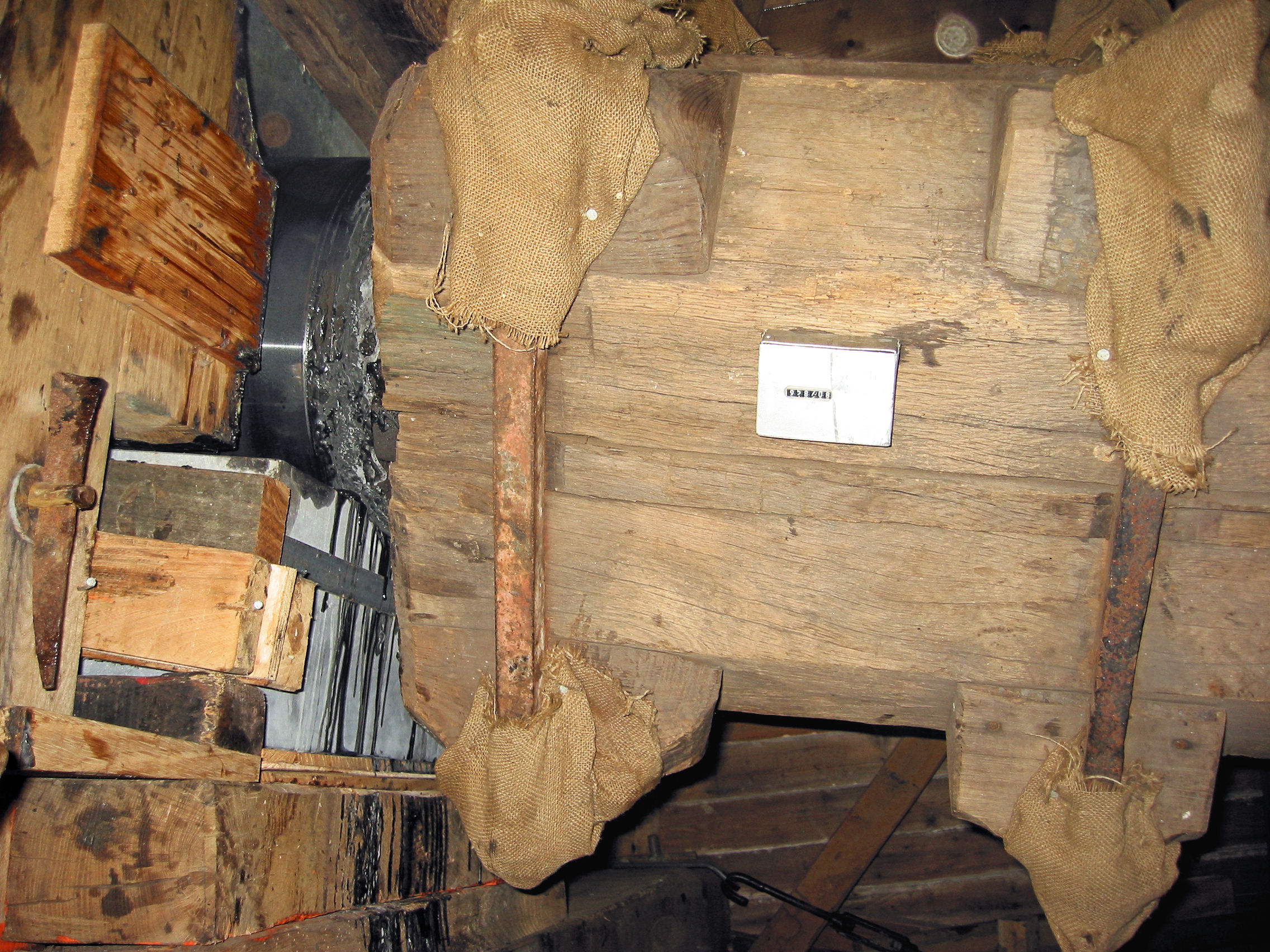
Halslager met insteekkop
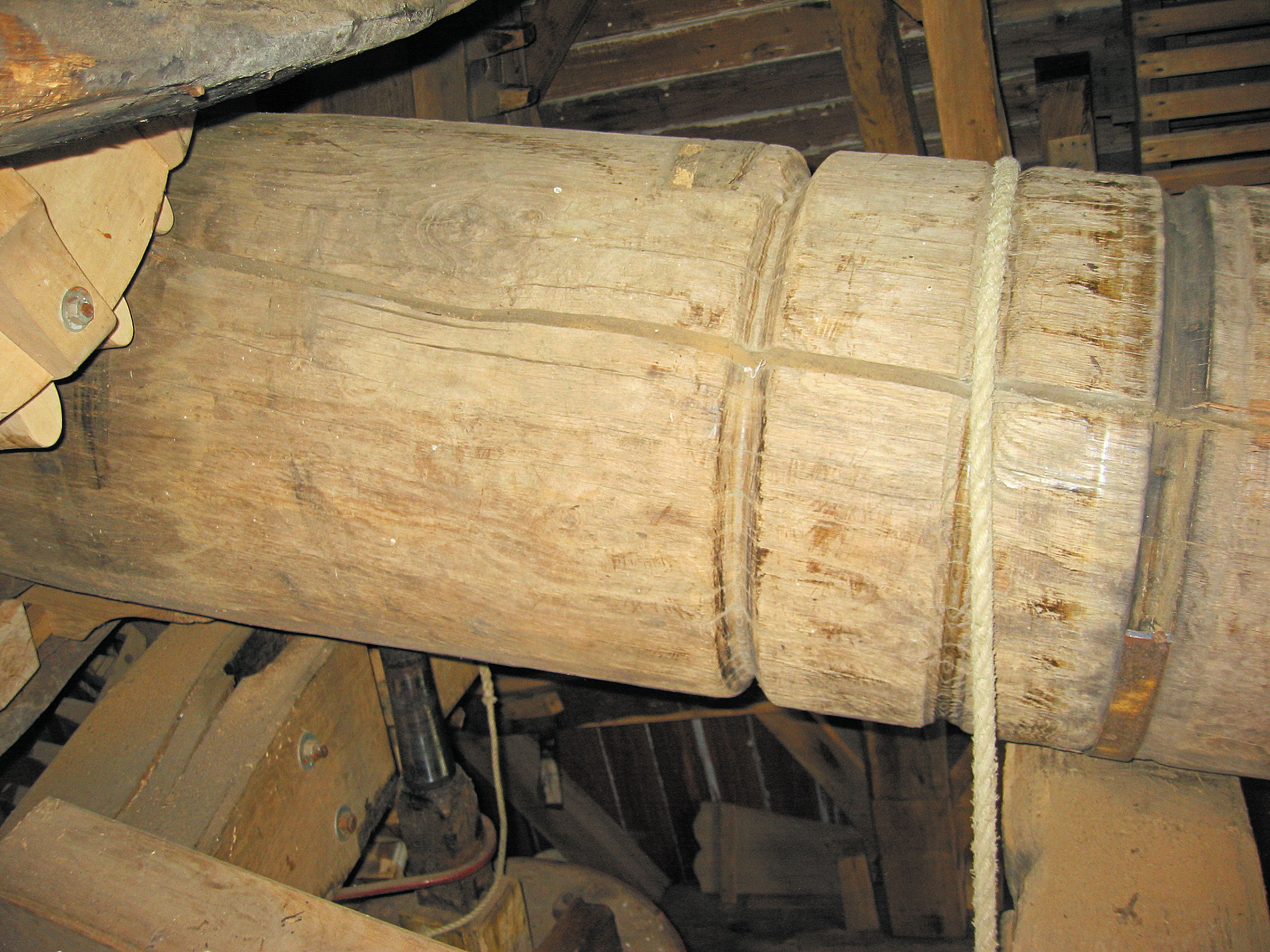
Eiken bovenas
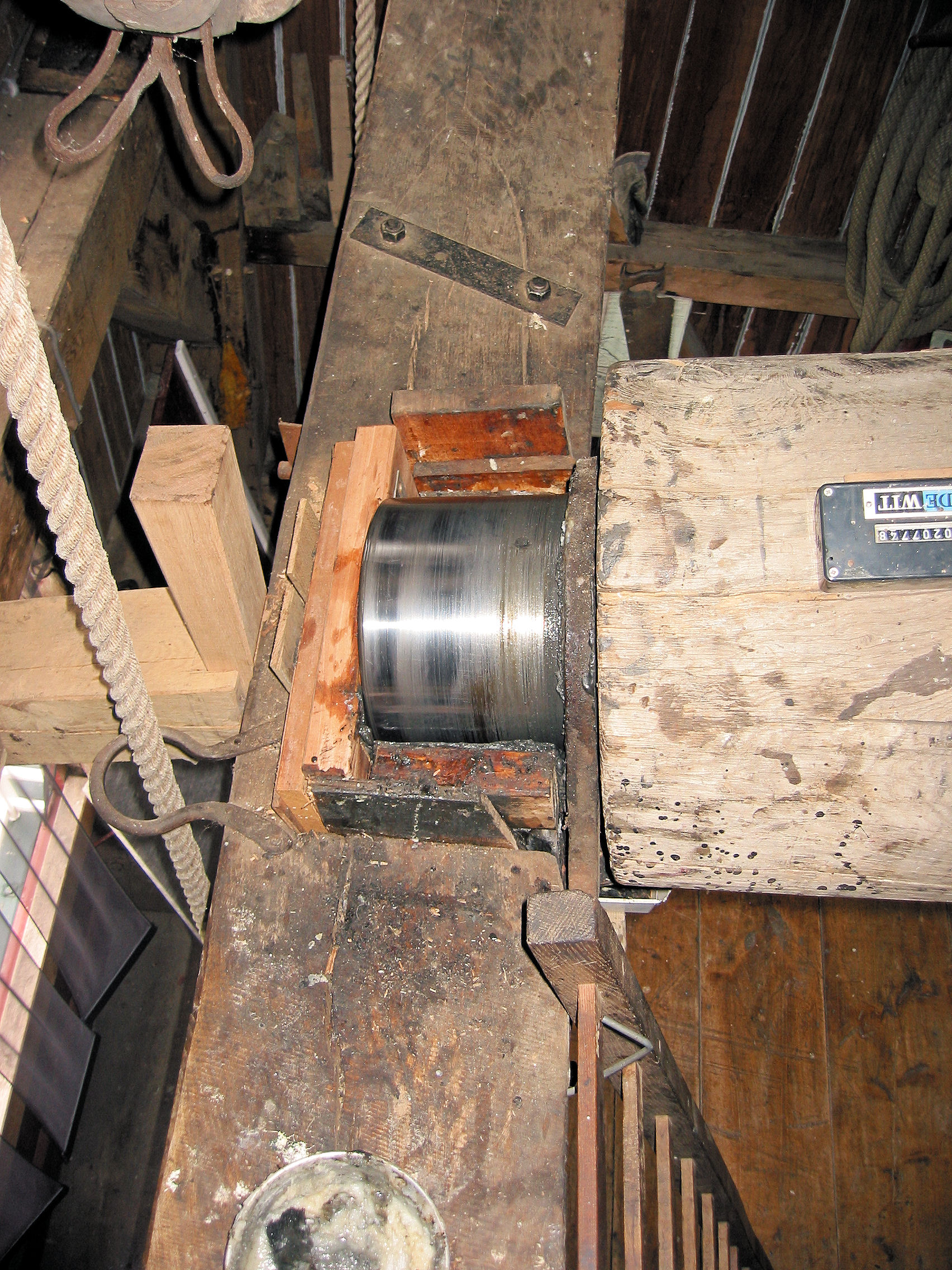
Pen bovenas met ijzeren muts en bronzenplaat
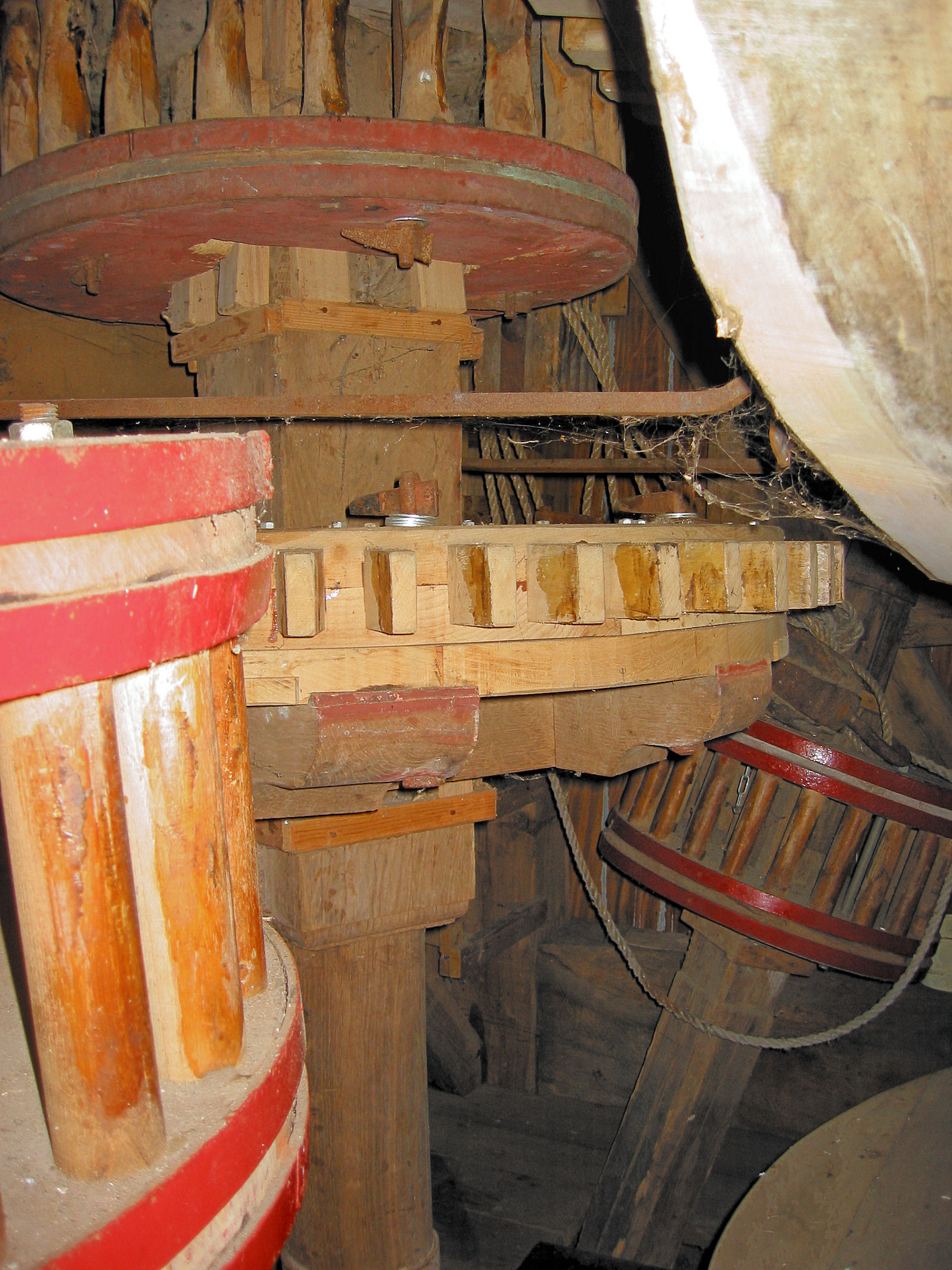
Spoorwiel
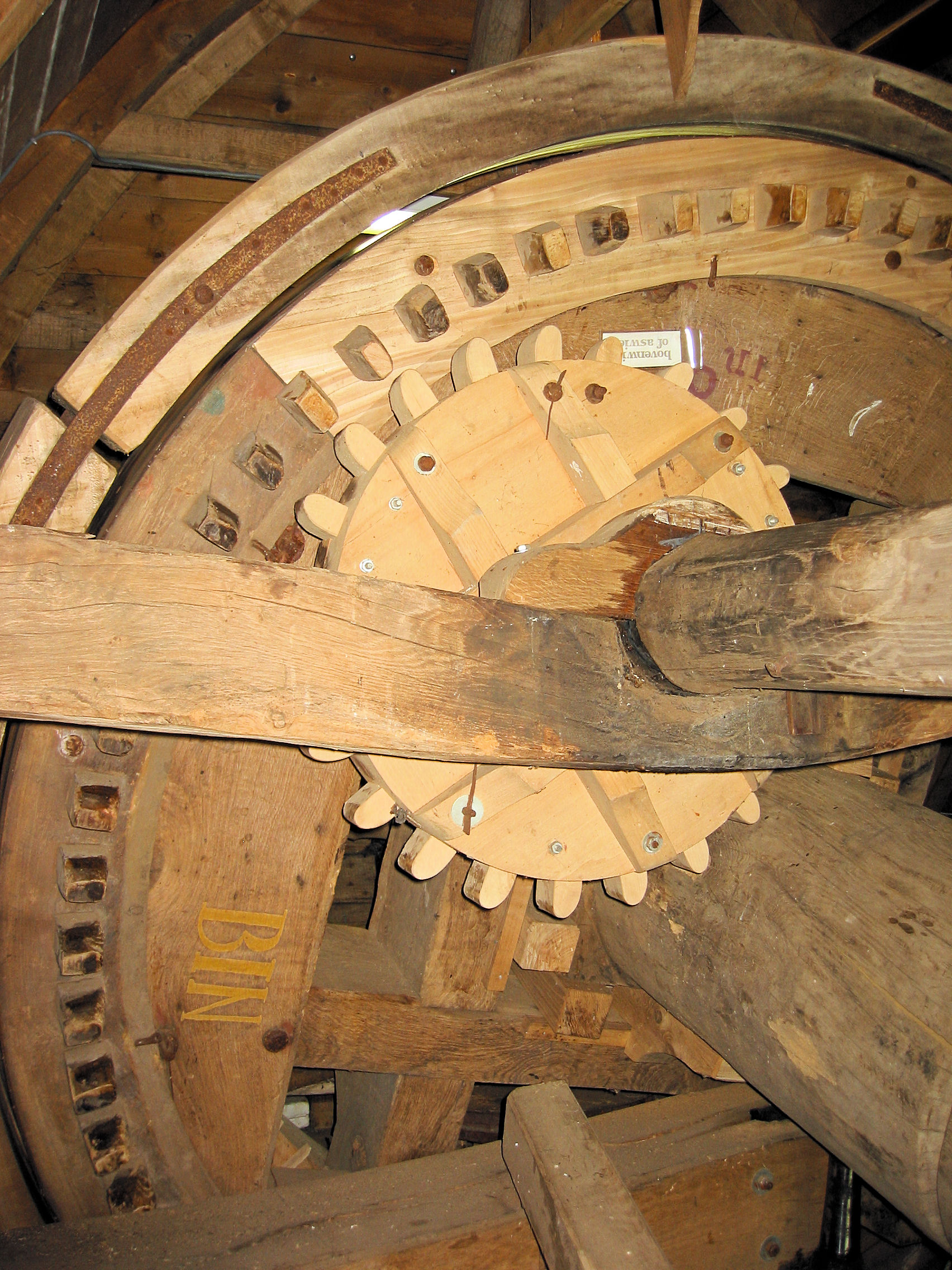
Varkenswiel met bovenwiel
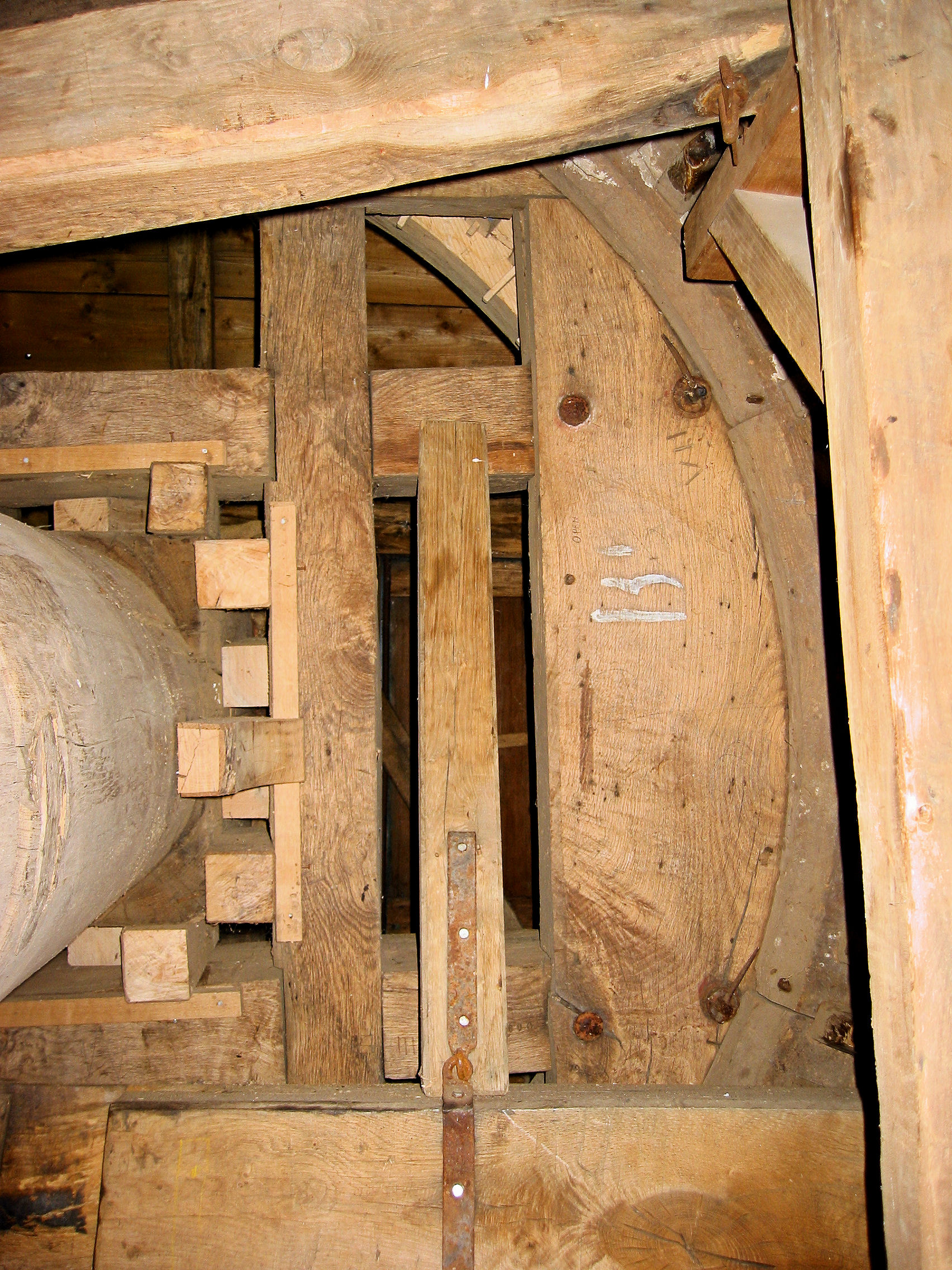
Stut voor blokkering bovenwiel
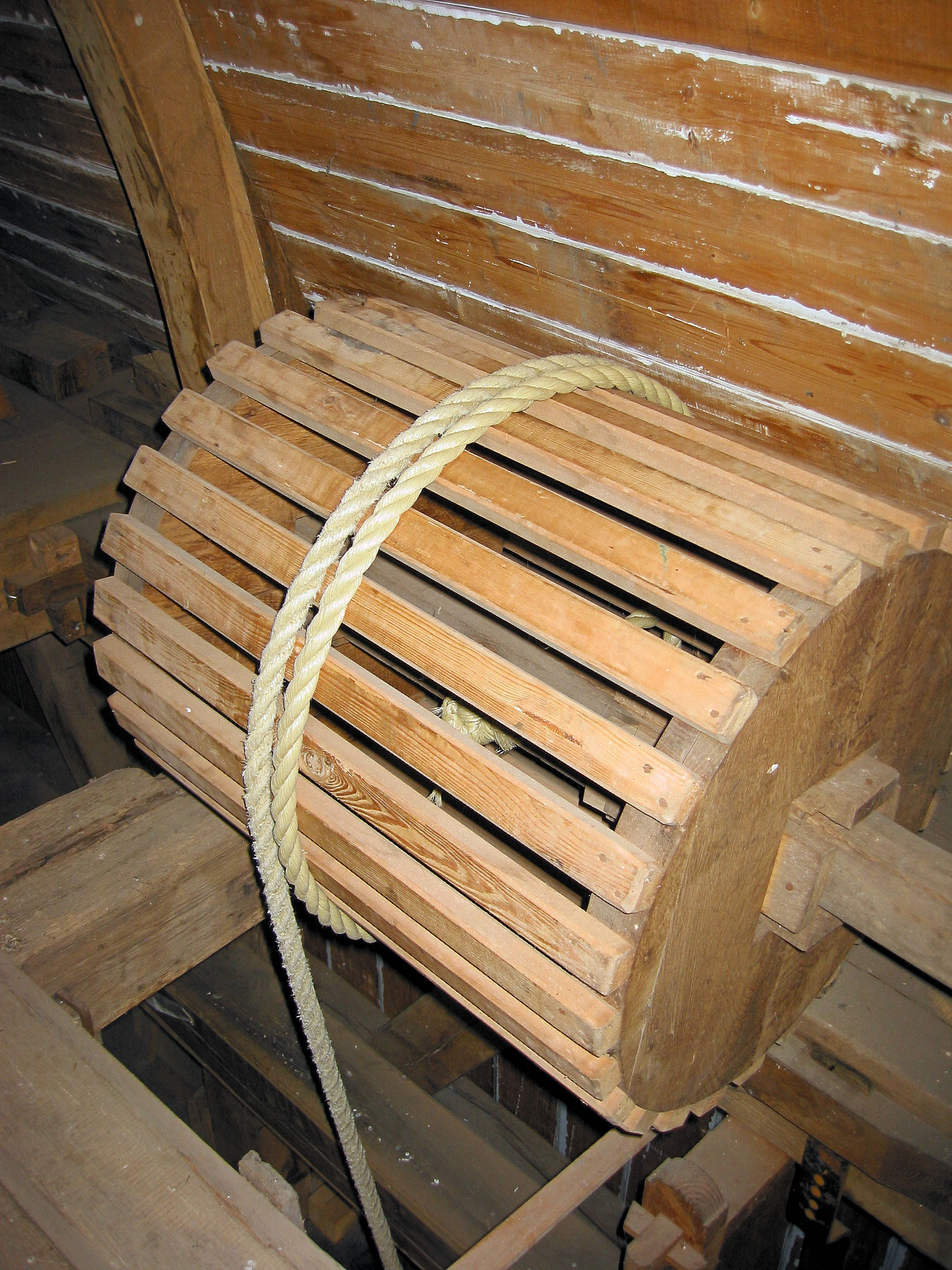
Vangtrommel
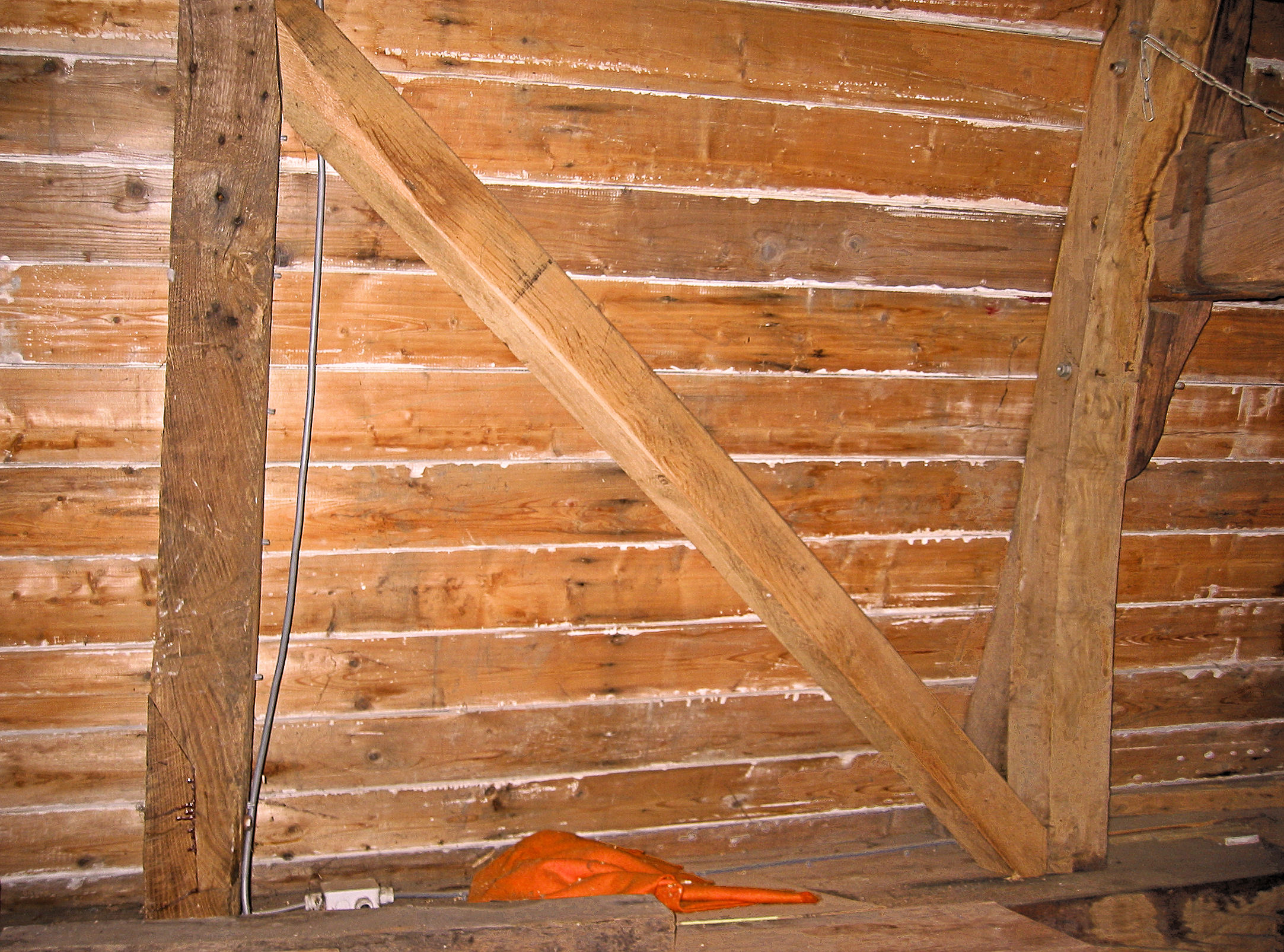
Spantschoor